# Adam Michnik

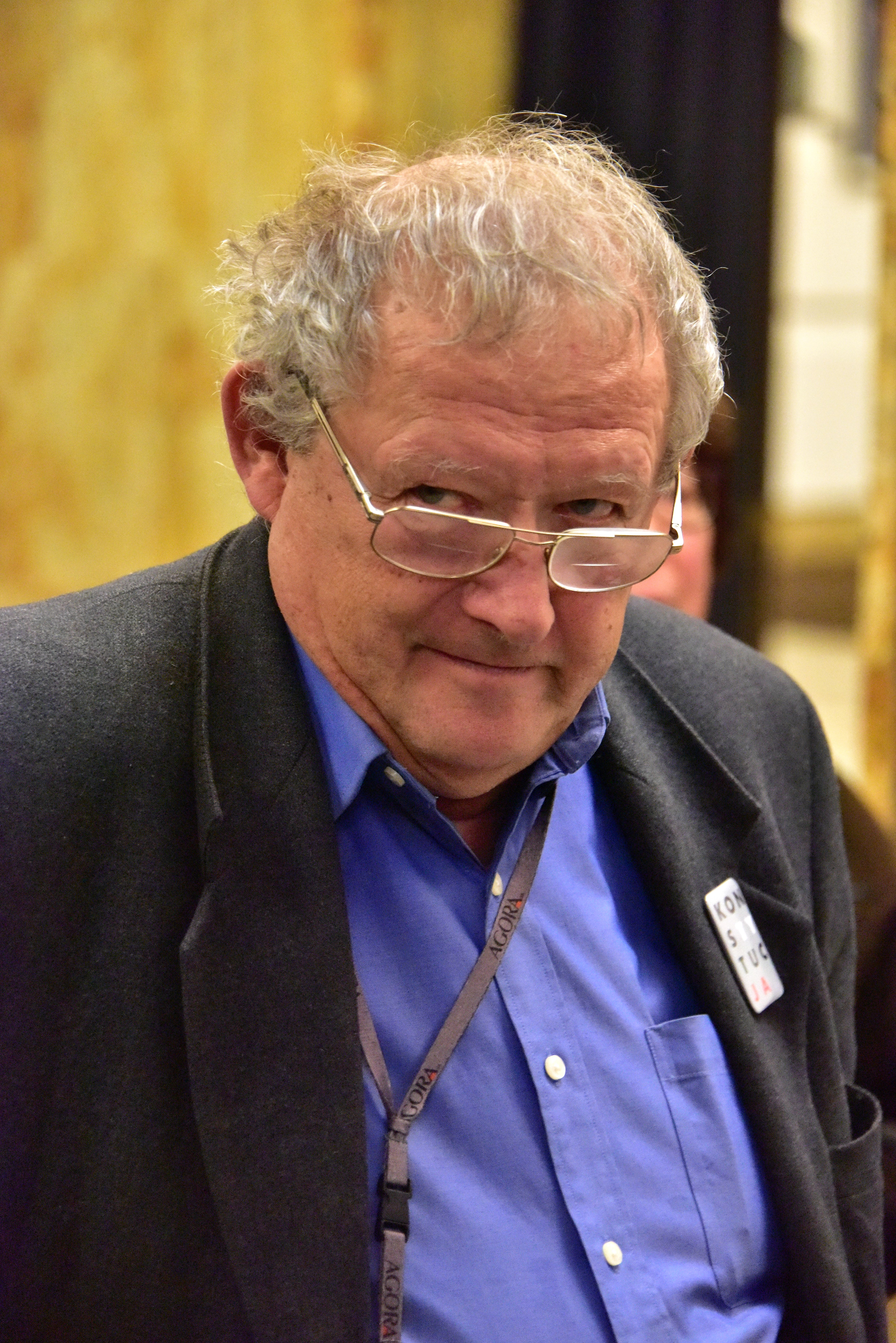
Adam Michnik (2018)

Adam Michnik [ˈadam ˈmixɲik] (* 17. Oktober 1946 in Warschau) ist ein polnischer Essayist und politischer Publizist. Er ist Chefredakteur der liberalen größten Tageszeitung des Landes Gazeta Wyborcza und ehemaliger antikommunistischer Dissident.

## Leben

### Volksrepublik Polen
Adam Michnik wurde 1946 in Warschau als Sohn von Ozjasz Szechter und Helena Michnik geboren. Er wuchs in einer  jüdischen Familie auf. Beide Eltern waren vor dem Zweiten Weltkrieg in der (politisch bedeutungslosen) polnischen kommunistischen Bewegung aktiv: Der Vater war Mitglied des Zentralkomitees der KP der West-Ukraine, damals Teil der Kommunistischen Partei Polens (KPP); die Mutter war Funktionärin einer kommunistischen Jugendorganisation. Adam Michniks Halbbruder mütterlicherseits, Stefan (1929–2021), war Richter während des Stalinismus in Nachkriegspolen und an Schauprozessen gegen den ehemaligen nichtkommunistischen Widerstand beteiligt. Er wanderte 1968 nach Schweden aus. Ein Stiefbruder, Jerzy, wanderte zunächst nach Israel und darauf in die USA aus.
Adam Michnik selbst zeigte bereits sehr früh gesellschaftliches Engagement. In der Grundschule (damals bis zum achten Schuljahr) war er Mitglied der kommunistischen Pfadfindergruppe Hufiec Walterowski („General Walter-Stamm“), die 1957 von Jacek Kuroń gegründet worden war, mit dem er später in der antikommunistischen Opposition zusammenarbeitete. Nachdem eine mit dem Hufiec Walterowski verbundene Theatergruppe kritische Stücke aufgeführt hatte, wurde die Gruppe 1961 aufgelöst.
Michnik gründete daraufhin mit anderen ehemaligen Mitgliedern einen privaten Diskussionszirkel, in dem sich Jugendliche trafen, die von der Realität im kommunistischen Polen enttäuscht waren.
1964 begann Michnik an der Universität Warschau Geschichtswissenschaft zu studieren. Bereits ein Jahr darauf wurde er erstmals von der Universität verwiesen, nachdem er einen offenen Brief Jacek Kurońs und Karol Modzelewskis verbreitet hatte, in dem zu Reformen des politischen Systems in Polen aufgerufen wurde. Einen weiteren Verweis erhielt er 1966, weil er eine Diskussionsveranstaltung mit dem Philosophen Leszek Kołakowski organisiert hatte, der kurz zuvor wegen seiner Kritik an der Führung der regierenden Polnischen Vereinigten Arbeiterpartei aus dieser ausgeschlossen worden war.
1968 wurde er schließlich endgültig der Universität Warschau verwiesen, da er aktiv an den so genannten „März-Ereignissen“ beteiligt gewesen war. Dabei handelte es sich um landesweite Studentenproteste, die sich zu einer politischen Krise ausweiteten, in deren Zusammenhang schließlich auch zahlreiche kritische Intellektuelle (z. B. Zygmunt Bauman) jüdischer Herkunft in einem Klima des Antisemitismus das Land verlassen mussten.
Unmittelbar nach seinem Universitätsverweis wurde er verhaftet und wegen Hooliganismus zu drei Jahren Gefängnis verurteilt.
Bereits 1969 wurde er aufgrund einer Amnestie vorzeitig entlassen, allerdings wurde ihm untersagt, weiterhin an einer Hochschule zu studieren. Erst Mitte der 1970er Jahre wurde dieses Verbot aufgehoben, so dass er im Fernstudium an der Universität Posen seinen Abschluss in Geschichtswissenschaft machen konnte.
Nach seiner Entlassung aus dem Gefängnis arbeitete er zwei Jahre lang als Schweißer, bevor er durch Vermittlung Jacek Kurońs persönlicher Sekretär des oppositionellen Schriftstellers Antoni Słonimski († 1976) wurde.
Nach den Streiks in Radom 1976 gehörte er wiederum zusammen mit Kuroń zu den Mitbegründern und aktivsten Mitgliedern des „Komitees zur Verteidigung der Arbeiter“ (Komitet Obrony Robotników, KOR), einer hauptsächlich von Intellektuellen getragenen Oppositionsgruppe. Daneben war er 1978 einer der Mitbegründer der Gesellschaft für wissenschaftliche Kurse (Towarzystwo Kursów Naukowych) der sog. Fliegenden Universität.
Von 1977 bis 1989 war er außerdem Redakteur unabhängiger Untergrundzeitschriften (z. B. Krytyka) und in der Leitung des größten Untergrundverlags NOWA. Von 1980 an unterstützte er als Berater die unabhängige Gewerkschaft Solidarność.
Als im Dezember 1981 das Kriegsrecht verhängt wurde, wurde er wie zahlreiche andere bekannte Oppositionelle interniert. Man bot ihm an, ihn freizulassen, wenn er ins Exil ginge, was er jedoch ablehnte und in einem bekannt gewordenen offenen Brief an General Czesław Kiszczak begründete. Daraufhin wurde er wegen „versuchten Sturzes der sozialistischen Ordnung“ angeklagt und blieb bis 1984 in Untersuchungshaft, da die Staatsanwaltschaft seinen Prozess verschleppte. In der Haft trat er in einen mehrwöchigen Hungerstreik, um einen Abschluss seines Verfahrens durchzusetzen.
1984 wurde er amnestiert, 1985 jedoch erneut verhaftet und diesmal wegen Beteiligung an Streikvorbereitungen in der Leninwerft Danzig, an der Lech Wałęsa aktiv war, zu drei Jahren Gefängnis verurteilt. 1986 wurde er erneut begnadigt.

### Wende und Nachwendezeit

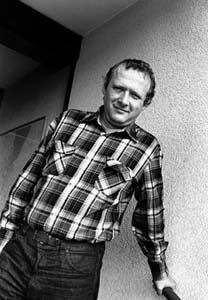
Adam Michnik 1991

1988 wurde Michnik Mitglied des semi-legalen Koordinationskomitees Wałęsas. Er war aktiv an den Vorbereitungen und eigentlichen Verhandlungen des Runden Tisches (Februar bis April 1989) beteiligt, bei denen er wieder auf General Czesław Kiszczak traf, diesmal als Verhandlungspartner. Am Runden Tisch wurde die schrittweise Beteiligung der Opposition und die Veranstaltung teilweise demokratischer Wahlen am 4. Juni 1989 ausgehandelt.
Nach Abschluss der Verhandlungen erhielt Michnik von Solidarność-Führer Lech Wałęsa den Auftrag, für den Wahlkampf seines „Bürgerkomitees“ (Komitet Obywatelski) eine landesweit erscheinende Wahlzeitung Solidarität (Gazeta Wyborcza Solidarność) herauszugeben. Obwohl zunächst als reine Wahlkampfzeitung geplant, erschien die Gazeta Wyborcza weiter und ist heute unter Michnik die auflagenstärkste Tageszeitung des Landes.
Michnik selbst wurde nach dem Wahlsieg der Opposition für das „Bürgerkomitee“ in den Sejm gewählt und unterstützte als Abgeordneter und Redakteur der Gazeta Wyborcza entschieden Tadeusz Mazowiecki als Regierungschef und Präsidentschaftskandidat 1990. Nachdem dieser gegen Wałęsa unterlegen und das „Bürgerkomitee“ zerfallen war, zog Michnik sich aus der Politik zurück und kandidierte bei den Sejm-Wahlen 1991 nicht mehr.
Stattdessen konzentrierte er sich auf seine Arbeit als Publizist und Chefredakteur der Gazeta Wyborcza, die unter seiner Leitung zur meistgelesenen und meinungsbildenden Tageszeitung Polens wurde. Agora S.A., die eigens gegründete Verlagsgesellschaft der Gazeta Wyborcza, ist heute einer der führenden Medienkonzerne in Polen. Michnik legt Wert darauf, weder persönlich Anteile an Agora zu besitzen, noch zu deren Geschäftsführung zu gehören.
Als Chefredakteur der Gazeta Wyborcza vertritt Michnik einen wirtschaftlich und gesellschaftlich (links-)liberalen Kurs. Zu Beginn der 1990er Jahre unterstützte er die marktwirtschaftliche „Schocktherapie“ von Leszek Balcerowicz und später den polnischen NATO- und EU-Beitritt. Von allen politischen Parteien stand Michnik der Freiheitsunion (Unia Wolności) am nächsten.
Darüber hinaus plädiert er für die von Tadeusz Mazowiecki am Runden Tisch vorgeschlagene Politik des „dicken Schlussstrichs“ (gruba kreska). Demnach wird auf eine Auseinandersetzung mit den politisch (nicht strafrechtlich) Verantwortlichen des kommunistischen Regimes zugunsten des gesellschaftlichen Friedens verzichtet. In diesem Sinne versöhnte er sich 2001 in einem Interview unter der Unterschrift „Das Kriegsbeil begraben“ (Pożegnanie z bronią) öffentlich mit General Czesław Kiszczak, der früher für seine Inhaftierung verantwortlich war.

## Kritik von ehemaligen Weggefährten
Die zuvor sehr geschlossene polnische Opposition spaltete sich nach 1989 in mehrere Flügel: u. a. einen linksliberalen, intellektuellen pro-westlichen, für den Michnik, Tadeusz Mazowiecki oder auch Bronisław Geremek Symbolfiguren waren, und andererseits einen eher konservativen und populistischen, dessen extreme Vertreter klerikale, nationalistische und tendenziell antisemitische Positionen vertraten. Für Letztere ist Michnik als Atheist und Vertreter eines westlich geprägten Linksliberalismus ein Feindbild. Dabei werden ihm oft auch die jüdische Herkunft und kommunistische Gesinnung seiner Eltern zum Vorwurf gemacht.
Eine mittlere Position vertrat Wałęsa und überwarf sich deshalb mit Michnik: Der Solidarność-Vorsitzende und spätere Staatspräsident unterstützte durchaus tiefgreifende Reformen zu Demokratie und Marktwirtschaft. Doch warnte er davor, auf weltanschaulichem Gebiet eine überstürzte Anpassung an den Westen voranzutreiben, wie Michnik sie propagierte. Die Mehrheit der Bevölkerung denke konservativ und sei tief in den Traditionen der katholischen Kirche verhaftet. Wałęsa warf Michnik vor, mit seinen radikaldemokratischen Postulaten die Gesellschaft zu überfordern und somit zu spalten.
Auch liberale ehemalige Weggefährten nehmen Michnik seine „versöhnlerische“ Attitüde gegenüber den Vertretern des früheren kommunistischen Regimes übel. Außerdem wird ihm zuweilen vorgeworfen, er sei zu unkritisch gegenüber der Person und Politik des seinerzeitigen Präsidenten Aleksander Kwaśniewski. Die von Michnik angeführte Kampagne der Gazeta Wyborcza gegen die Lustration, die systematische Aufarbeitung des kommunistischen Regimes, war den Kritikern zufolge kontraproduktiv, sie habe der von Jarosław Kaczyński geführten Partei Recht und Gerechtigkeit den Weg zum Wahlsieg 2005 geebnet.

## Ungeklärte Rolle in der Rywin-Affäre
Ins Zwielicht geriet Michnik im Zusammenhang mit der sog. Rywin-Affäre. Der Filmproduzent Lew Rywin (u. a. Der Pianist, Schindlers Liste, Hitlerjunge Salomon) suchte Michnik 2002 angeblich im Auftrag einer „Gruppe, die die Macht besitzt“ auf. Diese, so Rywin, würde gegen Zahlung eines Schmiergelds von 17 Mio. Dollar dafür sorgen, dass der Verlag der Gazeta Wyborcza die Mehrheit am Fernsehsender Polsat erwerben könne. Dies wäre nach dem geltenden Kartellrecht nicht möglich gewesen. Michnik veröffentlichte nach sechsmonatigem Zögern einen Mitschnitt des Gesprächs und löste damit einen Skandal aus, der bis heute nicht endgültig aufgeklärt ist. Michnik wurde vorgeworfen, den Vorgang zu spät öffentlich und zudem vor dem folgenden Untersuchungsausschuss unklare Angaben gemacht zu haben.

## Politische Positionen und Einschätzungen
Am 11. Dezember 1983 schrieb Michnik  in einem Brief an General Kiszczak:
„Im Leben eines jeden Menschen, Herr General, kommt irgendwann ein schwerer Moment, in dem die schlichte Feststellung ‚dies ist schwarz und das ist weiß‘ teuer bezahlt werden muss. Der Preis kann das Leben sein, bezahlt auf dem Hügel der Zitadelle, hinter den Drähten von Sachsenhausen, hinter den Gittern von Mokotów. In einem solchen Augenblick, Herr General, ist die größte Sorge eines redlichen Menschen nicht, zu wissen, welchen Preis er wird zahlen müssen, sondern zu wissen, ob Weiß noch Weiß ist und Schwarz noch Schwarz.“
2001 schrieb er zu seiner Aussöhnung mit seinen früheren Verfolgern:
„Heute versuche ich die Motive der Menschen zu verstehen, die damals Entscheidungen trafen. Und, außer niedrigen Motiven, wie der Verteidigung der Privilegien der Nomenklatura, sehe ich auch andere. Ich will, Gott behüte, nicht die Menschen verteidigen, die befahlen, auf Arbeiter zu schießen. Aber in Frankreich gibt es keinen Politiker, der einen solchen Befehl nicht geben würde, sobald die Menge das Rathaus von Paris anzündet. Ich weiß, dass Frankreich eine Demokratie war und die Volksrepublik eine Diktatur. Aber die Generäle sahen das anders. Für sie – und nicht nur für sie – war die Volksrepublik ein normaler Staat. Ich kann das nicht ignorieren.“ (in Gazeta Wyborcza, 3. Februar 2001)
2003 äußerte Michnik, man könne für den Sturz Saddam Husseins sein, „obwohl auch Bush und Rumsfeld dieser Meinung sind“. Der Irakkrieg könne gerechtfertigt sein, „obwohl auch Bush und Rumsfeld ihn befürworten“.
2015 führte er Gespräche mit Alexei Nawalny und brachte sie in Buchform als Nawalny: Dialoge heraus. Themen des Buches sind die historischen Beziehungen Polens und Russlands während der kommunistischen und postkommunistischen Ära, die Rolle der russischen Opposition sowie die Annexion der Krim und der Krieg in der Ukraine. Er sieht in letzterem „vielleicht den Anfang vom Ende Putins“. Putin sei „kein ‚normaler‘ Politiker, sondern ein Abenteurer, der nur Kräfteverhältnisse versteht“. „Im historischen Vergleich würde ich sagen, ähnelt Putin immer mehr Mussolini. Ein grotesker und gefährlicher Diktator.“
Nach dem russischen Überfall auf die Ukraine 2022 schrieb Michnik „Wir kämpfen gegen den Putinismus, der einen autoritären Staat in einen totalitären verwandelt. Wir müssen auf der Seite der Opfer des Putinismus stehen, sowohl der ukrainischen als auch der russischen.“

## Werke (Auswahl)
- Die Kirche und die polnische Linke. Von der Konfrontation zum Dialog. (Originaltitel: L’Ģéglise et la gauche, übersetzt von Kuno Füssel, Nachwort von Hans-Hermann Hücking und Tadeusz Marek Swiecicki). Kaiser, München 1980, ISBN 3-459-01275-7.
- (mit Włodzimierz Brus und Ferenc Fehér): Polen – Symptome und Ursachen der politischen Krise. VSA, Hamburg 1981, ISBN 3-87975-199-4.
- (Hrsg. mit Helga Hirsch): Polnischer Frieden. Aufsätze zur Konzeption des Widerstands. Rotbuch, Berlin 1985, ISBN 3-88022-305-X (= Rotbuch 305).
- Letters from Prison and Other Essays. University of California Press, Berkeley CA u. a. 1986, ISBN 0-520-05371-0 (Studies in Societies and culture in East Central Europe 2).
- Der lange Abschied vom Kommunismus. Rowohlt, Reinbek bei Hamburg 1992, ISBN 3-499-13072-6 (= Rororo 13072 Rororo aktuell).
- mit Drago Jančar: Im Disput. herausgegeben von Niko Jež (Originaltitel: Disput ali kje smo, kam gremo?, aus dem Slowenisch übersetzt von Franci Zwitter jun.), Wieser, Klagenfurt / Salzburg 1992, ISBN 3-85129-074-7.

## Sekundärliteratur
- Ira Katznelson (Hrsg.):  Liberalism's Crooked Circle. Letters to Adam Michnik. Princeton University Press, Princeton NJ 1998, ISBN 0-691-00447-1.

## Preise und Auszeichnungen (Auswahl)
Adam Michnik wurde für sein publizistisches und politisches Engagement von vielen internationalen Institutionen ausgezeichnet:
- 1986 Robert F. Kennedy-Menschenrechtspreis
- 1988 Prix de la Liberté des französischen P.E.N.-Clubs
- 1989 Preis Europäer des Jahres der Zeitschrift La Vie
- 1995 Preis der Europäischen Journalisten-Föderation
- 1995 Imre-Nagy-Gedenkplakette der Republik Ungarn
- 1995 Internationaler Brückepreis der Stadt Görlitz
- 1996 OSZE-Preis für Journalismus und Demokratie
- 1998 Offizierskreuz des Verdienstordens der Republik Ungarn
- 1998 Orden Bernardo O’Higgins der Republik Chile
- 2000 Viadrina-Preis der Europa-Universität Viadrina Frankfurt/Oder
- 2001 Großes Verdienstkreuz des Verdienstordens der Bundesrepublik Deutschland
- 2001 Erasmuspreis (Niederlande)
- 2003 Tomáš-Garrigue-Masaryk-Orden (3. Klasse)
- 2006 Dan-David-Preis
- 2010 Hanno R. Ellenbogen Citizenship Award
- 2011 Goethe-Medaille
- 2014 Freiheitspreis Litauens
- 2022 Prinzessin-von-Asturien-Preis in der Kategorie Kommunikation und Geisteswissenschaften

## Ehrungen
- Ehrendoktorwürden: New School for Social Research (New York), University of Minnesota, Connecticut College, University of Michigan,  Vytautas-Magnus-Universität Kaunas, Universität Klaipėda
- Michnik ist einer von 50 „Helden der Pressefreiheit“, die das International Press Institute benennt.